# Air Méditerranée
Pour les articles homonymes, voir BIE et Air (homonymie).
Air Méditerranée  (code OACI : BIE) était une compagnie aérienne française charter fondée en 1997. Elle opérait ses vols au départ de Paris, Lyon et Nantes principalement, mais aussi au départ de Marseille, Toulouse et Tarbes. Son siège social se situe à Juillan sur la plateforme aéroportuaire de l'aéroport de Tarbes-Lourdes.
Elle a transporté 1 314 500 passagers en 2006 et effectué 27 000 heures de vol.
Son chiffre d'affaires a été de 225,6 M€ sur l'exercice de l'année 2008. Après des années de maigres bénéfices, la compagnie accusa ses premières pertes en 2010, 2,6 M€ ainsi qu'à peu près l'équivalent en 2011 . La compagnie a eu son siège au Fauga, à proximité de Toulouse.
Son président est Antoine Ferretti, un des fondateurs.
Depuis juillet 2011, il souligne une concurrence importante et déloyale, de la part de Transavia,, ainsi que des compagnies étrangères présentes en France.
Le 15 février 2016, la société est mise en liquidation judiciaire.

## Histoire

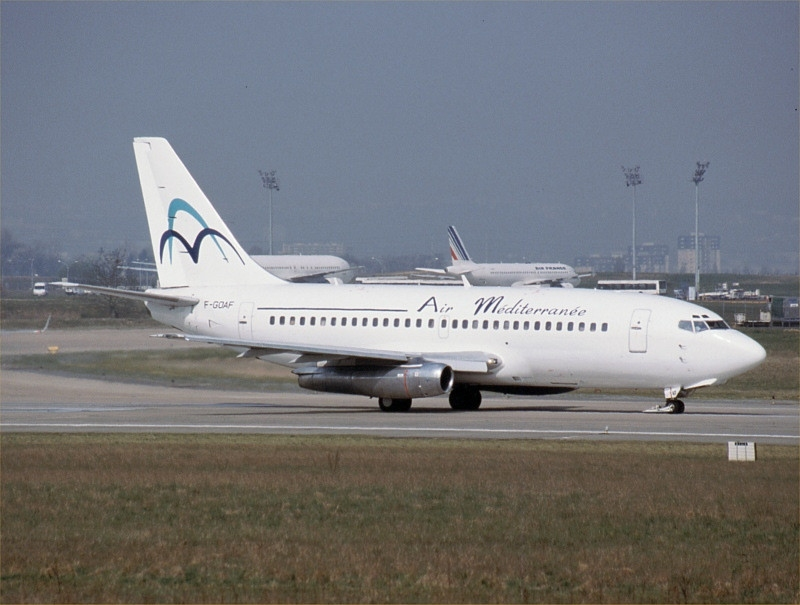
Boeing 737 F-GOAF Air Méditerranée à Orly en 2003

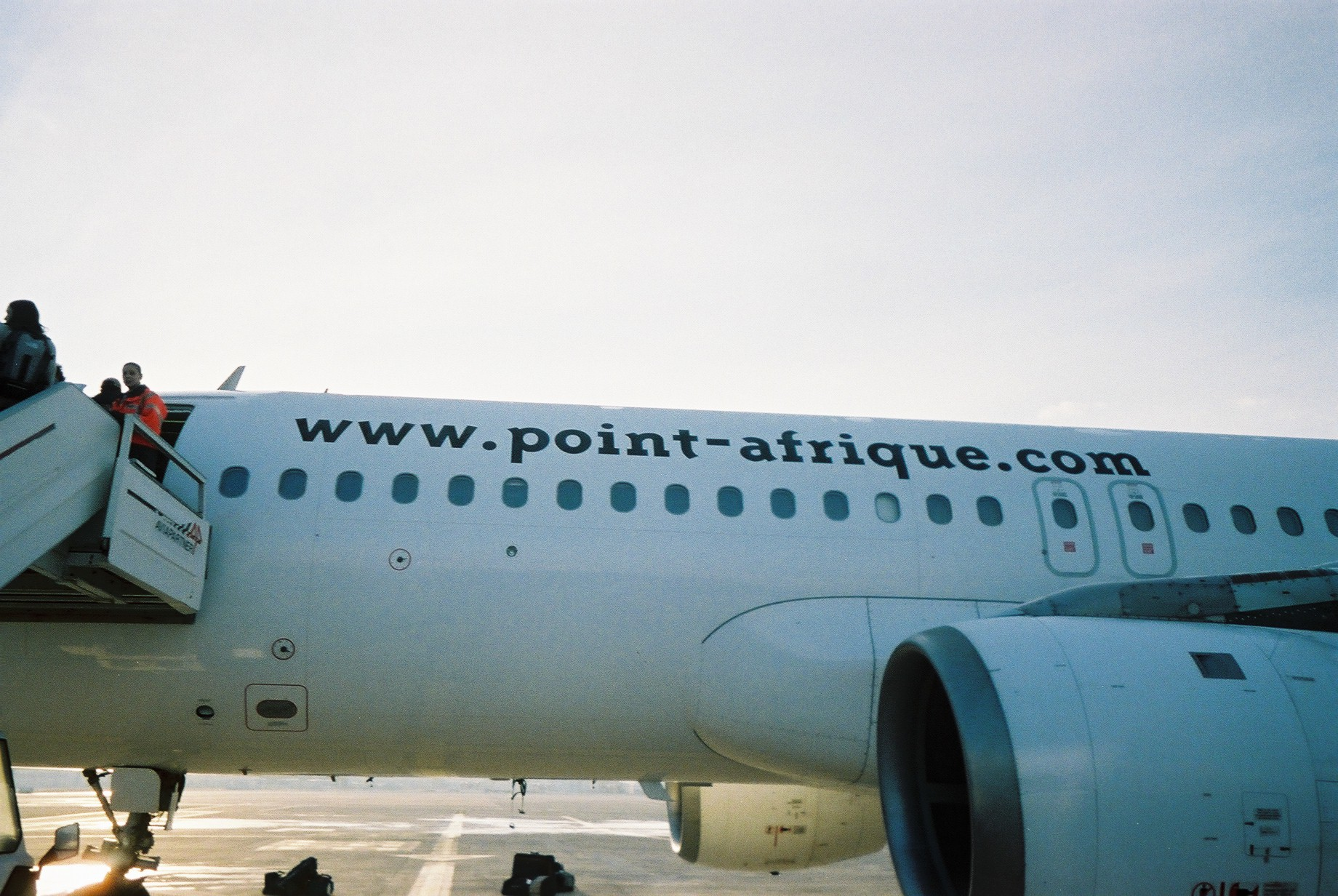
Airbus A320 F-GYAI d'Air Méditerranée à Marseille en 2006 aux couleurs de Point Afrique

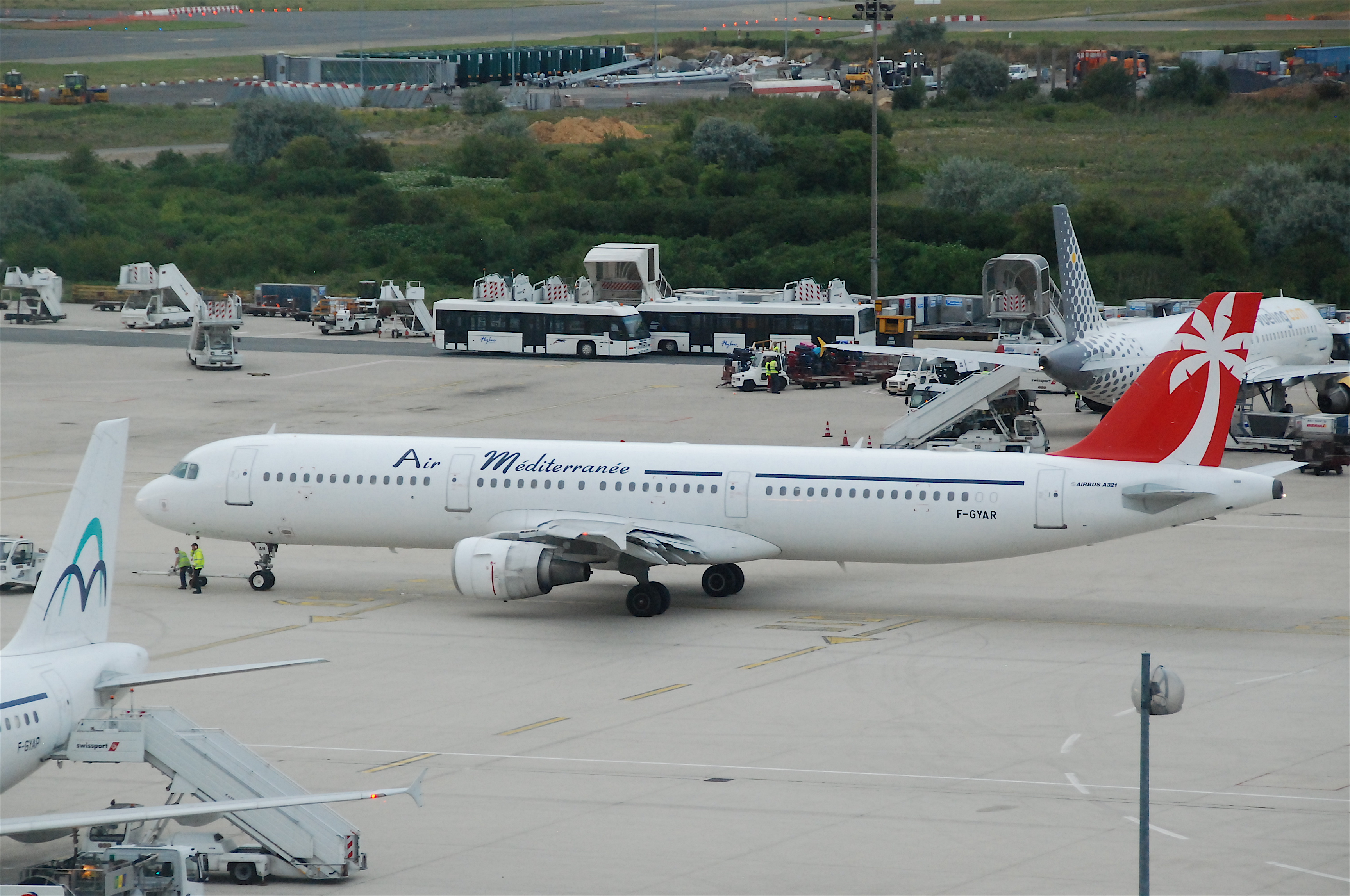
Airbus A321 F-GYAR aux couleurs de la FRAM en 2011

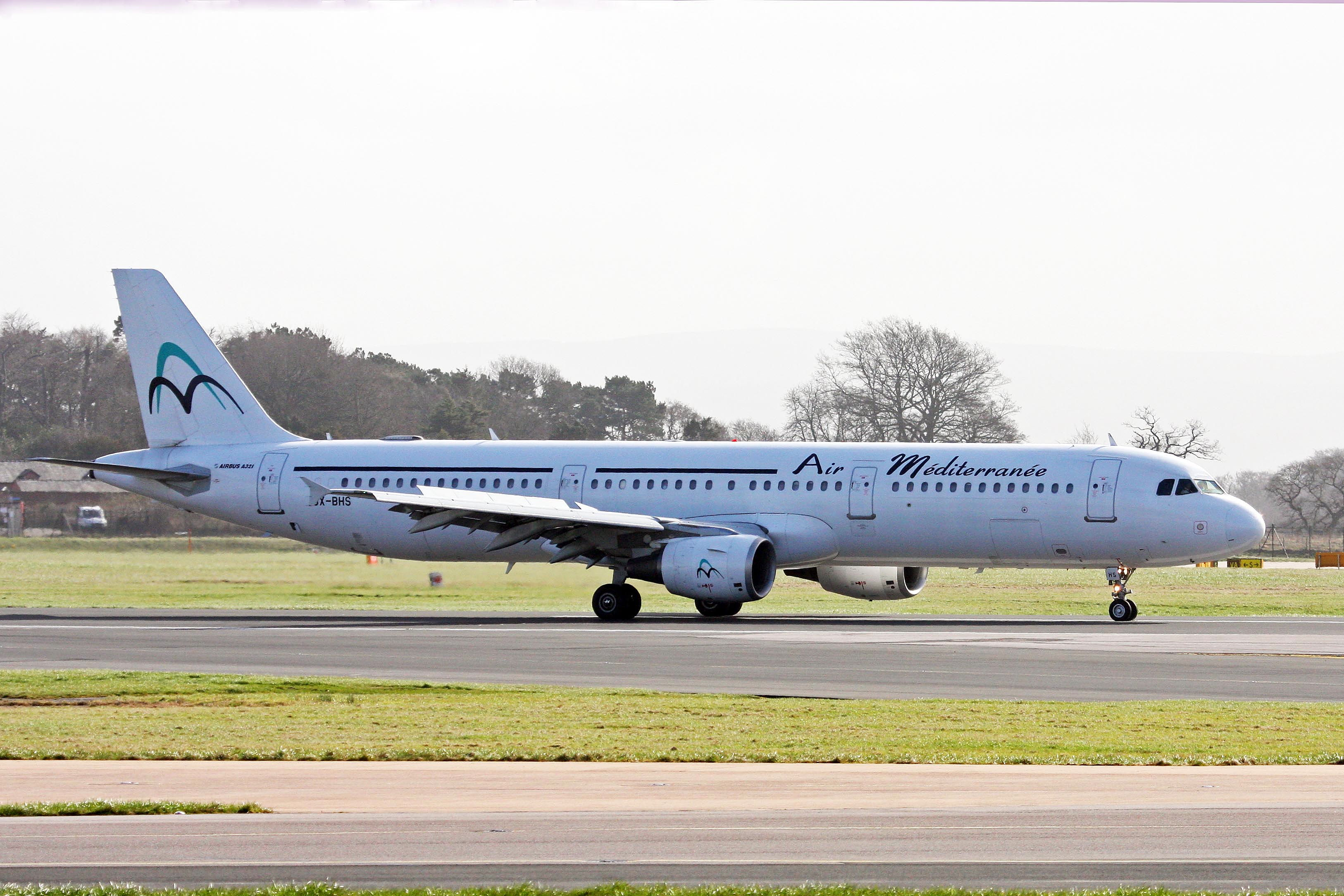
Airbus A321 SX-BHS ex-F-GYAO chez Hermes Airlines aux couleurs d'Air Méditerranée en 2012

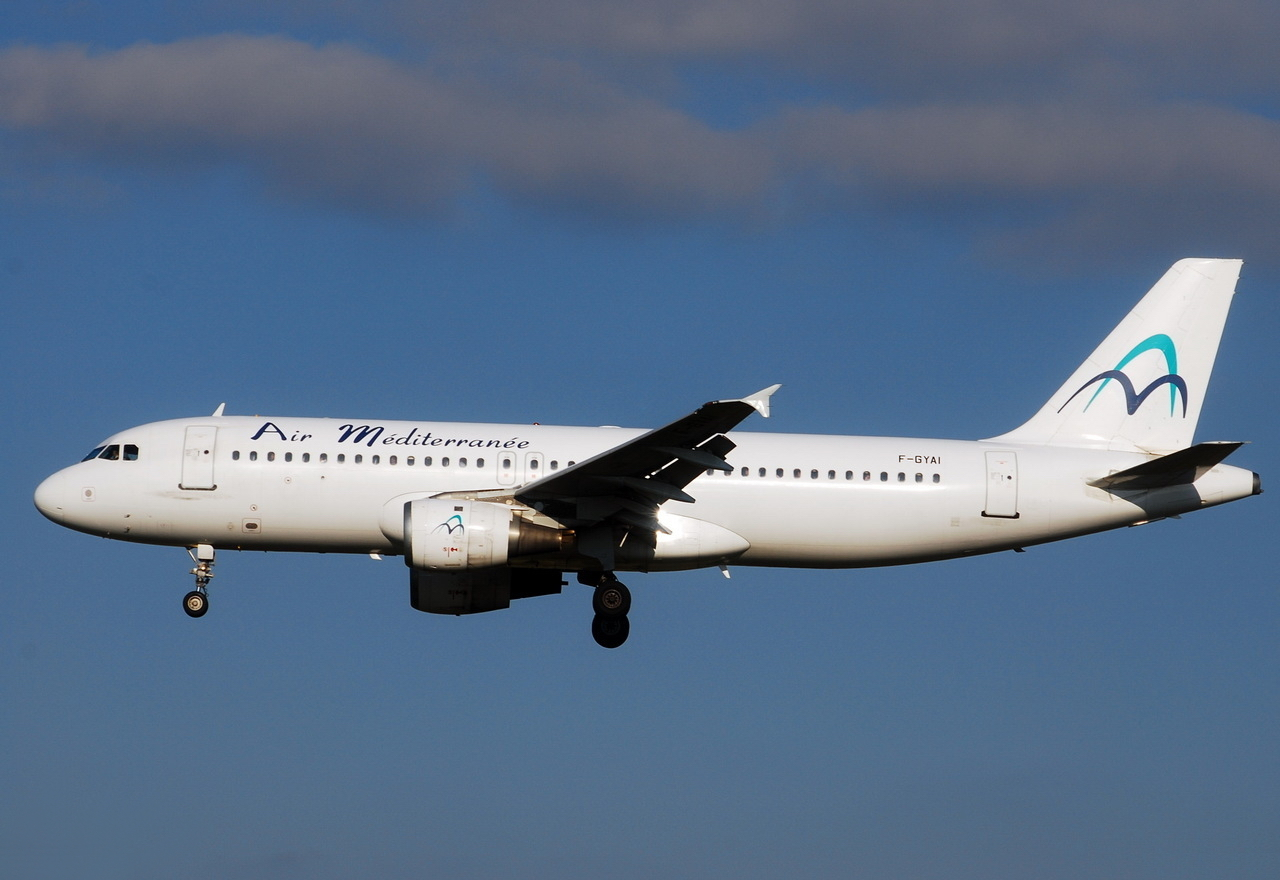
Airbus A320 F-GYAI d'Air Méditerranée en 2009 à Toulouse (il sera immatriculé SX-BHV en 2012 pour Hermès airlines)

La compagnie, basée près de Toulouse (commune du Fouga) et sur l'aéroport de Tarbes/Ossun/Lourdes à Juillan, a été créée en Avril 1997 sous le nom de Air Midi Bigorre, d'abord spécialisée dans le transport des pèlerins vers le sanctuaire de Lourdes, effectue ensuite des vols réguliers et charter desservant le bassin méditerranéen.
La compagnie était créée et détenue par 11 actionnaires dont le capital de  4 millions de francs était réparti entre la société Plein Vent (St Laurent du Var) détenue par Philippe Senacq (27,5 %), la société AVIAREPS (Londres) représentée par Hal Gamble (13,25 %), la société Wisdom Investments Limited (Jersey) détenuee par Jean-Pierre Rozan (27,5 %), la société Charter Diffusion (Blagnac) détenue par Antoine Ferretti (20 %) et Antoine Ferretti (7,5 %), Marc Perrier (0,25 %), Alain Guyou (2,5 %), Eric Fourel (1,25 %), Annet Loubet (0,25 %), Dominique Marty (0,0025 %) et Pascal Parant (0,0025 %).
Antoine Ferretti était nommé Président du Conseil d'Administration.
Air Midi Bigorre démarrait son premier vol entre Tarbes/Lourdes et Milan.
Elle prenait l'appellation "Air Méditerranée" à compter du 1er octobre 1997,.
En 2003, Maurice Freund, célèbre patron de Point Air et Point Afrique entre au capital d'Air Méditerranée en rachetant les parts de Hal Gamble soit 13,5  du capital (Point Afrique Voyages).
En décembre 2004, un Airbus A320-200 immatriculé F-GYAI entre en flotte. Il sera peint plus tard en 2005 aux couleurs de Point Afrique Voyages en arborant "www-point-afrique.com" sur le fuselage,.
Jean-Pierre Rozan, ancien patron d'Air Provence International, un des actionnaires majoritaires d'Air Méditerranée décède le 19 décembre 2005.
En mars 2006, la compagnie réceptionne un Airbus A321-200 neuf pour faire face à un contrat de 5 ans avec le voyagiste Go Voyages. Elle affrètera un Boeing 757-200 à Icelandair avec pilotes et hôtesses complété par un équipage français pour assurer la saison hiver jusqu'en avril 2007. A cette période, elle louera auprès d'Eagle Aviation, un autre Boeing 757-200 pour la saison d'été.
C'est en novembre 2006 que l'Airbus A321 immatriculé F-GYAQ verra le logo du voyagiste FRAM apposé sur la queue de l'appareil.
La DGAC autorise en août 2007, la compagnie a desservir Dakar au départ de Paris, Lyon, Bordeaux, Nantes et Toulouse, puis Marrakech au départ de Paris et Lyon et enfin Bamako, Ouagadougou, Cotonou, Niamey et Sal au départ de Paris.
La compagnie nationale Air Ivoire confiera ses vols réguliers pour la saison hiver 2007/2008, pour cela l'Airbus A321 immatriculé F-GYAO sera repeint aux couleurs d'Air Ivoire.
En décembre 2008, elle affrètera un Boeing 767-300 ER et son équipage à Monarch Airlines, compagnie anglaise pour assurer ses propres vols vers le Kenya et la République dominicaine.
En juin 2009, Atlas Tours, une agence de voyages spécialisée sur le trafic communautaire vers le Maghreb et Air Méditerranée créé la filiale Air Méditerranée International qui se positionne sur le marché des vols affinitaires vers l'Algérie (Paris/Oran juillet 2009) et la Tunisie (Paris/Tunis décembre 2009). Atlas Tour est détenu par le franco-algérien Belkacem Belghaouar qui détenait la compagnie aérienne Atlas Atlantique Airlines. Dominique Mersch devenait directeur commercial d'Air Méditerranée International et Antoine Feretti le président de cette filiale. L'actionnariat d'Air Mediterranée se fait à trois mille parts égales entre Belkacem Belghaouar (Atlas Tour), l'oligarque algérien Mahieddine Tahkout et Antoine Ferretti (Air Méditerranée).  
1 284 000 passagers sont transportés en 2009 pour 26750 heures de vols, ce qui en fait le 4e compagnie française exploitant neuf avions dont un  A320-200, sept A321-100 et un B737-500.
C'est en juin 2010 que la compagnie réceptionne son premier Boeing 737-500 en classe unique économique de 132 sièges. Elle desservira Jijel de Paris et Mulhouse, Oran et Alger de Montpellier à l'été 2010.
Les exercices comptables sont bénéficiaires (1997: + 609 378 frs, 2003: + 1 435 482 €, 2007: + 4 371 170 €, 2008: + 3 805 947 €) mais en 2010, la compagnie perd de l'argent - 2 535 297 €.
Fortement touchée par le Printemps arabe dès décembre 2010 puis plus tard deux crises géopolitiques (les mouvements de protestation en Grèce et les manifestations au Sénégal), cette compagnie dépendant des voyagistes commença à s'adapter à la situation.
En février 2011, elle commença à commercialiser elle-même des sièges directement auprès du grand public, en créant un site marchand et en mai 2011 desservira Tel-Aviv.
En août 2011, elle créa une filiale à 80 %, Hermès Airlines, compagnie aérienne grecque à bas coût pour conquérir des marchés touristiques extra-communautaires à destination des îles grecques. Un des Boeing 737-500 (F-GYAI) d'Air Méditerranée sera réimmatriculé en Grèce chez Hermès Airlines, SX-BHR gardant les couleurs d'Air Méditerranée mais continuera à voler en France pour celle-ci.
Ces marchés n’étant pas régis par les règles du Ciel unique européen, seules les compagnies du pays de départ et du pays de destination peuvent opérer de telles lignes.
En novembre 2011, elle poursuit sa commercialisation auprès du grand public en étant présent sur le canal de distribution AMADEUS, accessible aux agences de voyages.
L’impact du Printemps arabe et la baisse d’activité de 20 % subie par Air Méditerranée, ont contraint, en fin d’année 2011, à la mise en place d’un plan de sauvegarde de l’emploi et à la suppression de 85 postes (2 postes administratifs / 83 postes de navigants), en adaptant le nombre de ses avions et du personnel navigant à la réalité du marché français. Le 21 décembre 2011, Antoine Ferretti cède ses parts dans la compagnie Air Méditerranée International à Atlas Tour représenté par Belkacem Belghaouar qui en devient l'associé unique et qui l'a dissout le même jour.
Pour Air Méditerranée, l’activité d’Hermès Airlines est complémentaire, puisqu’Air Méditerranée met au service de sa filiale l’intégralité de ses services au sol, préservant ainsi les emplois administratifs de son siège du Fauga (banlieue de Toulouse). De même, la création d’Hermès Airlines permet à Air Méditerranée d’alléger les charges de location de sa flotte en transférant une partie des avions qu’elle loue, en dotant Hermès Airlines. En février 2012, trois appareils furent transférés à Hermès Airlines.
Ces transferts d’avion ont créé l’émoi des syndicats du personnel navigant, qui ont interpellé les pouvoirs publics à faire face à ce qu’ils appellent une « délocalisation ». Or selon la direction générale de l'aviation civile (DGAC), il n'existe rien d'illégal dans ce montage à la suite de quoi le personnel navigant lança de nombreuses grèves et opposition a la direction de la compagnie, ce qui aggrava la santé de la compagnie. Air Méditerranée est contraint d’adapter sa flotte à un marché français en régression (crise économique, Printemps arabe) et déploie une filiale pour conquérir le marché réceptif grec.
le 21 décembre 2012, l'actionnaire Maurice Freud se retire de Point Afrique Voyages laissant sa place d'administrateur à Théodoros Karampatis, au sein de la société Air Méditerranée.
La compagnie volera pour Alger au départ de Paris puis en février 2013 vers Casablanca et Oujda au départ de Marseille. en juillet, Lisbonne sera desservi au départ de Lyon, et Dakar au départ de Brest en novembre.
Antoine Ferretti se battra jusqu'au bout pour son entreprise mais après plusieurs exercices déficitaires et l'opposition d'une partie du personnel navigant à travailler pour le rétablissement de la compagnie contrairement aux équipes sol, la compagnie s’est placée volontairement en redressement judiciaire début 2015 pour poursuivre ses activités.
La ligne Marseille - Tunis rencontrant un vif succès, sera renforcée.
La liquidation judiciaire est prononcée le 15 février 2016, deux candidatures avaient pourtant été déposées, la première par deux anciens cadres de la défunte AOM qui voulait rebaptiser la compagnie Exclusive et la seconde portée par Ali Haddad, patron d’un groupe de BTP et du principal syndicat patronal d'Algérie.
Toutefois, la société souhaitait faire appel de la décision et réunir d'ici le 25 février les fonds nécessaires à sa reprise. Sa filiale Hermès Airlines lui doit 6 millions d'euros.
Deux Boeing 737-500 d'Air Méditerranée ont été vendus aux enchères le 26 avril 2016 à Tarbes pour 3,25 millions d’euros acquis par la société de leasing CSDS Aircraft détenue par l'américain Benedict Sirimanne, une somme dont l'homme d'affaires américain n'a pu s'acquitter entièrement. Un des deux Boeing est donc revendu à une compagnie aérienne américaine en mai 2018 à Tarbes pour 1,3 million d'euros.

## Flotte
En 2015, Air Méditerranée exploitait les appareils suivants:

## Destinations
De par ses vols affrétés de manière régulière, saisonnière ou ponctuelle la compagnie transporte des passagers vers de très nombreuses villes en Europe, en Afrique, et au Moyen-Orient. Au 1er juillet 2013 elles étaient :

### Europe
Europe du Sud :
- Croatie : Split, Dubrovnik, Pula
- Espagne : Palma de Majorque, Malaga
- Îles Canaries : Fuerteventura, Tenerife
- Grèce : Kos, Corfou, Héraklion, Ile de Rhodes
- Italie : Milan
- Portugal : Madère, Lisbonne, Porto

Europe de l'Ouest :
- France : Paris, Lyon, Nantes, Marseille, Strasbourg, Mulhouse, Bordeaux, Toulouse, Brest, Bastia
- Irlande : Shannon, Dublin
- Écosse : Edinbourgh, Glasgow

Europe du Nord :
- Suède : Stockholm
- Danemark : Copenhague

### Afrique
Afrique du Nord :
- Algérie : Alger, Oran, Chlef
- Maroc : Marrakech, Oujda, Casablanca
- Tunisie : Djerba, Monastir, Tunis

Afrique de l'Ouest :
- Sénégal : Dakar

### Asie
Proche-Orient :
- Israël : Tel-Aviv, Eilat
- Liban : Beyrouth
- Turquie : Bodrum

## Maintenance
Air Méditerranée fait appel, par le biais de la sous-traitance, à des entreprises de maintenance  telles que :
- EAS Perpignan
- Derichebourg ATIS Aéronautique
- Air Corsica

Elle avait adhéré au label Horizon mis en place le 4 septembre 2006, pour la sureté et la transparence du transport aérien par Dominique Perben alors Ministre des Transports à la suite du crash aérien de 2004 à Charm-el Cheikh en Egypte garantissant aux touristes le choix d'une compagnie aérienne labellisée "sécurité, transparence et qualité".

## Identité visuelle

1er logo de la compagnie
Ancien logo
Nouveau logo
Logo de la filiale Grecque Hermes-Airlines

## Incidents
- 9 février 2009 : L'Airbus A321-200 immatriculé F-GYAJ a fait une sortie de piste en atterrissant sur la piste 26L de l'aéroport Paris-Charles-de-Gaulle. Aucune victime, mais dégâts sur l'appareil importants. Le train principal gauche et le train avant ont été endommagés et considérés irréparables. Le train principal droit et les 2 réacteurs, également endommagés, ont été remplacés et mis en réparation. La compagnie a été mise hors de cause. (Source rapport BEA FGYAJ)

- 29 mars 2013 : L'Airbus A321-111 immatriculé SX-BHS est sorti de piste à l'aéroport Lyon-Saint-Exupéry (piste 36R). L'avion venait de Dakar, et avait effectué une escale à Agadir (Maroc). L'avion est allé, à 300 mètres au-delà de la piste, s'embourber dans un terrain détrempé. Parmi les 181 occupants, 7 membres d'équipage étaient à bord. « La poursuite d’une approche en dessous de la hauteur de stabilisation avec une vitesse significativement supérieure à la vitesse d’approche indique que l’équipage n’avait pas une conscience adéquate de la situation bien qu’il ait évoqué à plusieurs reprises ses doutes sur les conditions météorologiques marginales et sur ses difficultés à réduire la vitesse de l’avion. »[33]